# Avon Rubber
Avon Rubber, Avon Rubber p.l.c. – firma oponiarska powstała w 1885 roku należąca do Cooper Tire & Rubber Company. W latach 1954, 1958, 1959, 1981 i 1982 dostarczała opony dla wybranych zespołów Formuły 1.
W 2010 firma zgłosiła wniosek o dostarczanie opon dla zespołów Formuły 1 w 2011 roku, jej zgłoszenie zostało odrzucone.
Firma dostarczała także opony dla niższych serii, np. Formuły 3000.